# Robert Jay Lifton
Robert Jay Lifton   (Brooklyn, 16 de maig de 1926) és un psiquiatre i autor estatunidenc d'origen jueu conegut per la seva teoria sobre la reforma de pensament.

## Biografia
Lifton va néixer l'any 1926 en un barri modest de Brooklyn on la comunitat jueva era la predominant. L'any 1944 va ser admès al New York Medical College, obtenint el títol en quatre anys, i tot seguit s'incorporà a l'Hospital Jueu de Brooklyn, on romangué durant els anys 1948 i 1949. En aquest últim any Lifton començà el seu entrenament psiquiàtric de dos anys al Downstate Medical College de Brooklyn.
Durant els anys 1951 i 1953 serví com a psiquiatra per a les Forces Aerees dels Estats Units a Corea i al Japó. És precisament a Corea on per primera vegada escolta l'experiència física i psicològica d'expresoners nord-americans captius en diverses presons xineses. Un primer contacte que introdueix a Lifton en l'àrea que ocuparà bona part de la seva carrera: la reforma de pensament.
L'any 1953 Lifton arribà a l'excolònia británica de Hong Kong i decidí allargar la seva estança per a dedicar-se a un nou projecte: entrevistar a persones que havien escapat o havien estat expulsades de la Xina pel nou règim comunista i analitzar els efectes i la influència que la reforma de pensament impulsada pel nou govern havia tingut en el caràcter i la manera de pensar d'aquestes. El conjunt de persones entrevistades incloí 25 americans i 15 xinesos. Fou a través d'aquest treball de camp que Lifton desenvoluparia el concepte de reforma de pensament, plasmat en el llibre ‘’Reforma de pensament i psicològia del totalisme : un estudi sobre la rentada de cervell a la Xina’’, publicat l'any 1961 a Nova York.
Robert Jay Lifton és també autor d'altres publicacions, la majoria d'elles enfocades també en la reacció psicòlogica de l'individu davant moments històrics de canvi o convulsió. A més, es membre de l'organització Collegium Internacional i l'any 2012 va rebre la distinció d'honoris causa per part de la universitat The New School.

## La reforma de pensament
La reforma de pensament fou una política duta a terme pel Partit Comunista Xinès durant els anys 1951-1952 enfocada a reformar la manera de pensar dels ciutadans xinesos perquè aquests acceptessin el marxisme-lenimisme i el pensament del líder Mao Tse Tung.
Per a l'autor, la reforma de pensament gira entorn del concepte de totalisme ideològic. El totalisme és el terme que utilitza Lifton per a descriure les característiques d'aquells moviments ideològics o organitzacions que desitgen i procuren un total control sobre el comportament i el pensament humà.
Qualsevol ideologia – és a dir, el conjunt de conviccions emocionalment carregades sobre la persona i la seva relació amb l'entorn natural o supranatural – pot ser duta a la pràctica d'una manera totalista. No obstant això, són sobretot les ideologies més ambicioses en les seves proclames, ja siguin polítiques,religioses o científiques, les més propenses a caure en aquesta temptació.
De la reforma de pensament se'n poden extreure vuit trets psicològics, tots ells de caràcter totalista. Cadascun d'aquests mobilitza certes tendències emocionals en l'individu, la majoria de natura polaritzant. L'autor els enumera i descriu en el següent ordre :

### 1.Control del medi o entorn social
La característica principal de l'entorn de reforma de pensament és el control de la comunicació entre persones. En aquest entorn totalista s'aspira a un control absolut no només sobre la comunicació de l'individu amb l'exterior – tot allò que escolta, llegeix, experimenta i expressa -, sino també sobre la comunicació de l'individu amb si mateix.
Els administradors totalistes creuen que és necessària aquesta política de control i no se n'amaguen. Posseïdors exclusius de la ‘’veritat’’, veuen com un deure la formació d'un entorn on només hi càpiga aquesta. L'individu, per la seva part, acostuma a ser conscient de l'extensa quantitat d'informació que es troba en mans de les autoritats i la seva autonomia personal es veu extremadament amenaçada. Li es negada la informació externa y la reflexió interna que tothom necessita per a crear i mantenir una identitat propia en l'ambient en que es troba. Les persones es veuen obligades a polaritzar entre allò real -la ideologia prevalent- i allò irreal –tota la resta-.

### 2. Manipulació mística
Un cop fet efectiu el control sobre l'entorn social, el següent pas a seguir és procedir a una extensiva manipulació personal. Una aura mística envolta les institucions manipuladores (el partit, el govern o l'organització), que prenen el paper de conductors –o guies- cap a la consecució d'una ‘’causa superior’’. Les institucions es converteixen en els agents ‘’escollits'’ (per la història, per Déu o per forces sobrenaturals) per a dur a terme aquest imperatiu místic. Qualsevol pensament o acció que qüestioni la causa superior és considerat quelcom inferior, egoïsta i banal. En definitiva, un obstacle per a la consecució de la missió a complir.
L'invididu respon psicològicament a la manipulació a través de la poralitat confiança/desconfiança Li es requerida l'acceptació de la manipulació com a base per a la creació d'una confiança plena.
Per a la persona qui confia en les institucions, la manipulació es benvinguda. Aquesta persona mostra fe en la causa superior i la fa seva.
Per a la persona qui desconfia, la impotència i la impossibilitat d'escapar de les mans de forces molt superiors a la seva fan que intenti adaptar-se a aquestes.
Sigui quina sigui la seva resposta, el fet palpable és que l'individu veu molt limitades les seves capacitats d'expressar-se per si mateix i d'actuar de manera independent.

### 3. Demanda de puresa
En l'entorn de reforma de pensament tota experiència mundana es classificada de pura o impura. Només existeix el bé o el mal absolut. Per descomptat, el bé absolut i la puresa són representats per aquelles idees, sentiments i accions consistents amb la política i la ideologia totalista. 
L'assumpció filosòfica subjacent en aquesta demanda és que l'absoluta puresa – en el cas xinès, esdevenir un comunista ideal- és quelcom assolible. I per a lluitar contra les impureses, els totalistes creen un món on predominen els sentiments de culpa i d'avergonyiment. Tant l'un com l'altre –inherents en qualsevol persona- es troben extremadament sobrevalorats en aquest nou medi i fins i tot són objecte de competició. L'individu impur ha de sentir-se culpable i avergonyit, competint amb els altres per a demostrar que ell és el que sent amb més intensitat aquestes sensacions.

### 4. El culte de la confessió
L'entorn totalista mostra una especial obsessió amb la confessió personal. L'individu es veu forçat a confessar crims que no ha comès i alhora esdevé responsable d'haver comès una sèrie pecats artificialment creats. Tot això en nom d'una cura imposada per les institucions manipuladores, que tracten a la persona com si fos un malalt que necessita ser tractat.
La confessió té diverses implicacions. En primer lloc, forma part del procés de purificació personal. La confessió és una mena de purga psicològica destinada a acabar amb les impureses. En segon lloc, és un acte simbòlic de rendició i de convergència entre la persona i l'entorn. I per acabar, és una forma de mantenir una cultura d'exposició total, és a dir, de fer públic tot allò possible sobre les experiències vitals, els pensaments i les passions de cada individu, especialment tot allò considerat degradant.
El domini privat de la ment i dels seus productes –tant la imaginació com la memòria- és considerat quelcom immoral. Per als totalistes, el perfecte estat d'il·lustració en que es troba l'entorn social no permet la retenció d'idees o de sentiments personals.

### 5. La ciència sagrada
En el medi totalista el dogma adquireix una aura divina i es converteix en la visió moral definitiva per a regular l'existència humana. És per això que està totalment prohibit posar en dubte qualsevol de les assumpcions bàsiques d'aquest. I no només això, sinó que també han de ser organitzats actes de reverència als ''creadors de la paraula'', als ''portadors de la paraula'' i a la ''paraula mateixa''.
Els totalistes presumeixen d'una absoluta precisió científica, pretenent així que la seva moral sigui entesa també com a ciència definitiva. D'aquesta manera, tot aquell qui critica o abriga idees alternatives no és només una persona immoral, sinó que també és contrària als principis de la ciència. Això crea un estat on tot aquell individu que se sent atret per idees que contradiuen o ignoren la doctrina tendeixi a sentir-se culpable o avergonyit.
L'assumpció del totalisme no es ben bé que l'home pugui arribar a ser Déu, sinó que les seves idees poden ser Déu. Per als totatlistes, la ciència absoluta de les idees existeix i és aplicable a tothom.

### 6. Reducció del llenguatge
Un altre dels trets característics de la reforma de pensament es troba en el llenguatge,  severament afectat i dominat per una serie de ''clixés anti-pensament''. Frases breus, reductives i fàcils de memoritzar i d'expressar redueixen i comprimeixen els problemes i assumptes més complexes que afecten a les persones. Aquestes frases o termes esdevenen l'inici i el final de tot anàlisi ideològic. En el context concret de la reforma de pensament, el terme ''mentalitat burgesa'' és un dels més utilitzats per a criticar i desacreditar anhels i/o inquietuds com la recerca de llibertat d'expressió i l'exploració d'idees alternatives.
A més de funcionar com a abreviacions, aquests clixés esdevenen alhora termes definitius. Mentre uns termes com ara ''progrés, alliberament, visió del proletariat, dialèctica de la historia'' adquireixen un carácter diví i són representants del bé absolut, d'altres com ara ''capitalisme, imperialisme, classes explotadores, liberalisme, moralitat, superstició'' obtenen un carácter diabòlic i representen el mal absolut. Així, el llenguatge totalista acaba convertint-se en el ''llenguatge del no pensament''.
El llenguatge totalista crea una sensació de constricció en l'individu, arrossegant-lo a un entorn on es troba severament privat i limitat a l'hora de parlar. Tenint en compte que el llenguatge és una eina central de l'experiència humana, les capacitats de l'individu per a pensar i sentir queden reduïdes dràsticament.

### Subordinació de la persona a la doctrina
Una altra característica del totalisme ideològic és la subordinació de l'experiència humana a les demandes de la doctrina. Events històrics passats son retrospectivament alterats, totalment reescrits o simplement ignorats per a fer-los consistents amb la lògica doctrinal. Durant la reforma de pensament es pretén fins i tot distorsionar la memòria individual a través de falses confessions, com ja s'ha esmentat.
El medi totalista exigeix una remodelació del caràcter i de la identitat perquè encaixin en els rígids límits de la doctrina. S'assumeix que la doctrina és més vàlida, certa i real que qualsevol aspecte del caràcter o de l'experiència humana.
En aquest entorn dominat per la doctrina, les persones que es veuen forçades a canviar han de lluitar en contra el seu propi sentit d'integritat. Una lluita on predomina la polarització dels sentiments de sinceritat i d'insinceritat. L'entorn demana a l'individu una sinceritat absoluta. Ara bé, aquesta sinceritat és entesa com una submissió a les creences de la doctrina i a les seves directrius de canvi personal. Ser sincer significa creure-hi de debò. En alguns casos, especialment en aquelles persones amb una prèvia identitat forta, es pot mantenir encara una versió alternativa de la sinceritat (és a dir, de la realitat), sent capaces aquestes d'imaginar un altre tipus d'existència. L'estudiant xinesa Grace Wu, entrevistada per Robert Jay Lifton, arriba finalment a la conclusió de que el món no hauria de ser així. ¿Quina és la reacció de l'entorn totalista davant d'aquestes conductes desviades? Argumentar que provenen completament de problemes personals relacionats amb influències anteriors.

### El poder de concedir (o no) l'existència
L'entorn totalista dibuixa una línia clara entre les persones que tenen dret a l'existència i les que no posseeixen aquest dret. En el cas dels comunistes xinesos, el món es divideix entre el ''poble'' (la classe treballadora, la classe camperola i la petita burguesa) i els ''reaccionaris o llepaires de l'imperialisme'' (la classe propietària, la classe capitalista burocràtica i els partidaris del Kuomintang). En paraules del propi Mao Tse Tung:
Sota la liderança de la classe treballadora i del Partit Comunista, el poble s´uneix per a formar el seu propi estat i escollir el seu propi govern, establint alhora una dictadura contra els llepaires de l'imperialisme. Democràcia per al poble i dictadura per als reaccionaris. A través de la combinació d'aquestes dues s'estableix la dictadura democràtica del poble. Per a les classes hostils, l'aparell de l'estat és l'instrument d'opressió. Un instrument violent i no pas benevolent. La nostra benevolència només la rep el poble, i mai les classes reaccionàries, que no formen part d'aquest.
En trobar-se fora de la definició de poble, els reaccionaris perden en bona part la seva condició de persona. Una condició que només pot ser recuperada a través d'un canvi d'actitud i de pensament que segueixi les pautes del procés de reforma de pensament.
En mans dels totalistes no només hi trobem el poder de concedir o no el dret a l'existència, sinó també l'autoritat de dictar quina és la vertadera i única existència possible. Solament existeix una forma de ser i d'existir vàlida. Totes les altres són invàlides i falses, i per tant, han de ser erradicades dels reaccionaris i del poble que ha estat contaminat per aquestes.
Per a l'individu, el conflicte emocional és purament existencial, un ''ser o no ser''. És normal, doncs, que aquest se senti atret a participar en la conversió, ja que aquesta és l'única manera d'aconseguir mantenir-se en el camí de l'existència. Una existència que es recolza en la creença (crec, per tant, existeixo), en la submissió (obeeixo, per tant, existeixo) i en la total convergència amb el moviment ideològic.